# Systoechus xanthoplocamus
Systoechus xanthoplocamus är en tvåvingeart som beskrevs av Francois 1964. Systoechus xanthoplocamus ingår i släktet Systoechus och familjen svävflugor. Inga underarter finns listade i Catalogue of Life.